# Nikolai Andriànov
Nikolai Andrianov (en rus: Никола́й Андриа́нов; Vladímir, Unió Soviètica 1952 - 21 de març del 2011) va ser un gimnasta artístic soviètic, guanyador de quinze medalles olímpiques.

## Biografia
Va néixer el 14 d'octubre de 1952 a la ciutat de Vladímir, ciutat situada a la província homònima, situada en aquells moments a la República Socialista Federada Soviètica de Rússia (Unió Soviètica) i que avui en dia forma part de la Federació Russa. Està casat amb la també gimnasta i medallista olímpica Liubov Burdà.
L'any 2010 es va revelar que Andrianov patia la Síndrome de Shy-Drager, una alteració degenerativa del sistema nerviós autònom, que li impedeix moure els braços, les cames i parlar.

## Carrera esportiva
Va participar, als 19 anys, en els Jocs Olímpics d'Estiu de 1972 realitzats a Múnic (Alemanya Occidental), on va aconseguir guanyar tres medalles olímpiques: la medalla d'or en la prova d'exercici de terra, la medalla de plata en la prova per equips amb l'equip soviètic i la medalla de bronze en la prova de salt sobre cavall, a més de finalitzar quart en la prova individual i sisè en les proves de barres paral·leles i barra fixa (aconseguint així sengles diplomes olímpics).
En els Jocs Olímpics d'Estiu de 1976 realitzats a Mont-real (Canadà) es convertí en el rei dels Jocs en aconseguir guanyar set medalles olímpiques, igualant el rècord anteriorment establert pels tiradors nord-americans Willis Augustus Lee i Lloyd Spooner en els Jocs Olímpics d'estiu de 1920 disputats a Anvers (Bèlgica) i pel gimnasta soviètic Boris Shakhlin en els Jocs Olímpics d'estiu de 1960 realitzats a Roma (Itàlia). En aquests Jocs Andrianov aconseguí guanyar la medalla d'or en la prova individual, exercici de terra, salt sobre cavall i anelles; la medalla de plata en la prova per equips i de barres paral·leles; i la medalla de bronze en la prova de cavall amb arcs. L'única prova en la qual no aconseguí medalla ni un resultat remarcable fou la barra fixa.
En els Jocs Olímpics d'Estiu de 1980 realitzats a Moscou (Unió Soviètica) fou l'encarregat de realitzar el jurament olímpic per part dels atletes en la cerimònia inaugural. En aquests Jocs aconseguí guanyar la medalla d'or en la prova d'equips i de salt sobre cavall, la medalla de plata en la prova individual i d'exercici de terra, i la medalla de bronze e la prova de barra fixa.
Al llarg de la seva carrera ha guanyat 12 medalles en el Campionat del Món de gimnàstica artística, entre elles quatre medalles d'or, i 18 medalles en el Campionat d'Europa de l'especialitat, entre elles 10 medalles d'or.
Mor al 21 de març del 2011 als 58 anys després d'una llarga malaltia.